# ستيفاني هوتون
ستيفاني هوجتون (بالإنجليزية: Steph Houghton)‏ (23 أبريل 1988 بدورهام، إنجلترا في المملكة المتحدة - ) هي لاعبة كرة قدم بريطانية في مركزي الوسط والهجوم، شاركت في الألعاب الأولمبية الصيفية 2012. وشاركت مع منتخب إنجلترا لكرة القدم للسيدات. أما مع النوادي، فقد لعبت مع ليدز يونايتد ومانشستر سيتي ونادي أرسنال للسيدات ونادي أرسنال وLeeds United Women F.C. ‏ ومانشستر سيتي للسيدات وسندرلاند للسيدات ‏ وGreat Britain women's Olympic football team ‏.

## وصلات خارجية
- ستيفاني هوتون على موقع الاتحاد الدولي (مؤرشف)  (الإنجليزية)
- ستيفاني هوتون على موقع الاتحاد الأوربي (الإنجليزية)
- ستيفاني هوتون على موقع قاعدة بيانات كرة القدم.إي يو (الإنجليزية)
- ستيفاني هوتون على موقع Soccerway.com (الإنجليزية)
- ستيفاني هوتون على موقع عالم كرة القدم.نت (الإنجليزية)
- ستيفاني هوتون على موقع اللجنة الأولمبية الدولية (الإنجليزية)
- ستيفاني هوتون على موقع أوليمبيديا (الإنجليزية)
- ستيفاني هوتون على موقع اللجنة الأولمبية البريطانية (الإنجليزية)